# Singapur na Mistrzostwach Świata w Lekkoatletyce 2015
Singapur na Mistrzostwach Świata w Lekkoatletyce 2015 – reprezentacja Singapuru podczas Mistrzostw Świata w Pekinie liczyła 1 zawodniczkę, która nie zdobyła medalu.

## Występy reprezentantów Singapuru
| Konkurencja          | Zawodniczka             | Eliminacje | Eliminacje | Półfinał | Półfinał | Finał    | Finał   |
| Konkurencja          | Zawodniczka             | Rezultat   | Pozycja    | Rezultat | Pozycja  | Rezultat | Pozycja |
| -------------------- | ----------------------- | ---------- | ---------- | -------- | -------- | -------- | ------- |
| Bieg na 200 m kobiet | Shanti Veronica Pereira | 24,22      | 48.        | NQ       | NQ       | NQ       | NQ      |